# Eburia jamaicae
Eburia jamaicae es una especie de escarabajo longicornio del género Eburia, tribu Eburiini, familia Cerambycidae. Fue descrita científicamente por Fisher en 1942.
Se distribuye por Jamaica.

## Descripción
La especie mide 27-30 milímetros de longitud. El período de vuelo ocurre en los meses de marzo, mayo, junio, julio y septiembre.